# Hemixos connectens
Hemixos connectens, "grönvingad bulbyl", är en fågelart i familjen bulbyler inom ordningen tättingar. Den betraktas oftast som underart till brunörad bulbyl (Hemixos flavala), alternativt grå bulbyl (H. cinereus) när denna urskiljs ur flavala. "Grönvingad bulbyl" urskiljs dock sedan 2016 som egen art av Birdlife International och IUCN.
Fågeln förekommer enbart i höglänta områden på norra Borneo. Den kategoriseras av IUCN som livskraftig.